# La Falda-Huerta Grande-Valle Hermoso
Se denomina La Falda - Huerta Grande - Valle Hermoso a la aglomeración urbana que se extiende entre las ciudades argentinas de La Falda, Huerta Grande, Valle Hermoso y otras localidades menores dentro del Departamento Punilla, provincia de Córdoba.

## Geografía

### Población
Considerado como una aglomeración urbana por el INDEC a partir del censo 1991, cuenta con 40,666 habitantes (Indec, 2022). En el anterior censo contaba con 35,821 habitantes (Indec, 2010), lo que representa un incremento del 13.5%.
Es el duodécimo centro urbano más grande de la provincia de Córdoba, el 3.º más poblado del Valle de Punilla y el 93.º a nivel nacional. 
| Localidad      | Población (2022) | Población (2010) | Población (2001) | Población (1991) |
| -------------- | ---------------- | ---------------- | ---------------- | ---------------- |
| La Falda       | 16.732           | 16.335           | 15.112           | 13.998           |
| Huerta Grande  | 7.884            | 5.925            | 5.630            | 4.920            |
| Valle Hermoso  | 7.255            | 6.187            | 5.421            | 4.640            |
| Villa Giardino | 7.391            | 6.702            | 4.679            | 3.313            |
| Casa Grande    | 1.404            | 672              | 538              | 399              |
| Total          | 40.666           | 35.821           | 31.380           | 27.270           |